# Gilles Fabre
 (février 2025).
La mise en forme du texte ne suit pas les recommandations de Wikipédia : il faut le « wikifier ».
Les points d'amélioration suivants sont les cas les plus fréquents. Le détail des points à revoir est peut-être précisé sur la page de discussion.
- Les titres sont pré-formatés par le logiciel. Ils ne sont ni en capitales, ni en gras.
- Le texte ne doit pas être écrit en capitales (les noms de famille non plus), ni en gras, ni en italique, ni en « petit »…
- Le gras n'est utilisé que pour surligner le titre de l'article dans l'introduction, une seule fois.
- L'italique est rarement utilisé : mots en langue étrangère, titres d'œuvres, noms de bateaux, etc.
- Les citations ne sont pas en italique mais en corps de texte normal. Elles sont entourées par des guillemets français : « et ».
- Les listes à puces sont à éviter, des paragraphes rédigés étant largement préférés. Les tableaux sont à réserver à la présentation de données structurées (résultats, etc.).
- Les appels de note de bas de page (petits chiffres en exposant, introduits par l'outil «  Source ») sont à placer entre la fin de phrase et le point final[comme ça].
- Les liens internes (vers d'autres articles de Wikipédia) sont à choisir avec parcimonie. Créez des liens vers des articles approfondissant le sujet. Les termes génériques sans rapport avec le sujet sont à éviter, ainsi que les répétitions de liens vers un même terme.
- Les liens externes sont à placer uniquement dans une section « Liens externes », à la fin de l'article. Ces liens sont à choisir avec parcimonie suivant les règles définies. Si un lien sert de source à l'article, son insertion dans le texte est à faire par les notes de bas de page.
- La présentation des références doit suivre les conventions bibliographiques. Il est recommandé d'utiliser les modèles {{Ouvrage}}, {{Chapitre}}, {{Article}}, {{Lien web}} et/ou {{Bibliographie}}. Le mode d'édition visuel peut mettre en forme automatiquement les références.
- Insérer une infobox (cadre d'informations à droite) n'est pas obligatoire pour parachever la mise en page.

Pour une aide détaillée, merci de consulter Aide:Wikification.
Si vous pensez que ces points ont été résolus, vous pouvez retirer ce bandeau et améliorer la mise en forme d'un autre article.
 (février 2025).
 (juillet 2025).
Il peut être nécessaire de l'améliorer pour respecter le principe de neutralité de point de vue. Veuillez consulter la page de discussion pour plus de détails.

Pour les articles homonymes, voir Fabre.
Gilles Fabre, né le 7 octobre 1933 à Blâmont (Meurthe-et-Moselle) et décédé le 19 août 2007 à Repaix (Meurthe-et-Moselle), est un peintre français.

## Biographie
Né à Blâmont (Meurthe-et-Moselle) le 7 octobre 1933, Gilles Fabre affirme très tôt sa volonté d’être peintre et rien d’autre. Il n’a qu’une douzaine d’années quand il reçoit en cadeau son premier chevalet confectionné par un prisonnier allemand. À seize ans, il obtient une dispense et réussit le concours d’entrée de l’École nationale supérieure d'art et de design de Nancy. Camille Hilaire est son maître dans la classe de dessin. Il suit ensuite les cours Corlin à l'École nationale supérieure des arts décoratifs de Paris, puis fait un début de carrière dans la publicité avant de prendre la direction d’un bureau d’études parisien.
En mars 1965, Nicolas Karjensky accroche pour la première fois une toile de Gilles Fabre aux cimaises de la Galerie Cardo.
En novembre 1966, pour sa première grande exposition personnelle à la maison des jeunes et de la culture de Saint-Cloud, Fabre présente comme un défi cinquante-deux toiles consacrées au vieux Paris. Toutes les œuvres trouvent preneur en moins d’une semaine[non pertinent]. Fabre démissionne alors du bureau d'études fin décembre 1966.
Sa véritable vie d'artiste commence alors et durera quatre décennies, à Paris tout d'abord, puis dans son pays natal à Repaix (Meurthe-et-Moselle) en 1980, où il restaure une ancienne ferme lorraine de 1724 aménagée en cimaises. « La Maison du Peintre », inaugurée le 7 février 1993 avec une exposition rétrospective, ouvre périodiquement chaque année au public et présente aussi les œuvres des amis artistes comme Jean-Pierre Pophillat, Jean Abadie, Michèle Battut, Françoise Baumgarten, Anne Strasberg, Martine Leboeuf.
De son union en juillet 1956 avec Christiane Aubry, Gilles Fabre a quatre enfants : Véronique, Élisabeth, Bertrand et Laurence. Sa seconde fille Élisabeth est également une artiste spécialisée dans les collages à thèmes.
Membre de l'Académie de Stanislas à partir de 1993, il en deviendra le président en 1999.
Artiste emblématique de Nancy et de sa région, Gilles Fabre est considéré comme véritable « peintre de la Lorraine » jusqu'à son décès brutal le 19 août 2007.

## Œuvre
(juillet 2025).
- Si vous ne connaissez pas le sujet, laissez ce bandeau (vous pouvez alors contacter les auteurs).
- Si vous supprimez le contenu mis en cause (vous pouvez préalablement contacter les auteurs),

argumentez précisément cette suppression dans la page de discussion
(un manque de référence n'est pas un argument ; une recherche réelle de référence doit avoir été effectuée, être formellement documentée).
La première « période » de la carrière de Gilles Fabre est consacrée principalement au vieux Paris, celui des belles en chapeau et robe longue près des ponts de la Seine, des marchandes de quatre saisons, des coins de rues de Montmartre, des quais. Fabre faisait déjà du Fabre, présentant telles quelles les rues sombres de la « ville lumière ».
Quelques années plus tard, il transcrit de même la Lorraine retrouvée, rude, solide et secrète. Pendant cette « seconde période » Fabre illustre sans complaisance et d'un couteau rageur et vif des paysages aux fermes délabrées, des automnes boueux, des hivers figés dans des ciels et des eaux aluminium. Les natures désenchantées comme les architectures grises trouvèrent des amateurs que ce réalisme virtuose confortait dans leur quotidien.
Ce n'est que dans les années quatre-vingt, lors de sa troisième période, que Gilles Fabre devient vraiment « le Peintre de la Lorraine », d'une Lorraine qui avait enfin trouvé des couleurs, des harmonies champêtres gaillardes. Fabre étala largement toutes les teintes de vert qu'il avait rencontrées adolescent pendant ses heures d'école buissonnière : le vert de vessie, l’anglais, l’olive, le cinabre vert foncé. Il en fit aussi des camaïeux fidèles alors aux profondeurs des forêts tropicales ou aux sérénités des rives asiatiques.
D’une part, les Lorrains reconnaissaient leurs terres, leurs maisons aux larges porches ventrus, les routes bordées de peupliers, la fontaine et le clocher du village, leurs horizons. Et d'autre part les Cairotes ont acheté les toiles d'Égypte pour y retrouver les nuances de leur ciel, les amoureux de Venise pouvaient contempler le vert profond et sans relief des canaux tandis que les touristes du Viêt-Nam avaient subitement leur salon au milieu de la baie d’Halong. Parce que Fabre a laissé de ses voyages les témoignages de vies locales authentiques, épurées de tout exotisme frelaté. Fabre a toujours peint la vérité de l'instant dans le parfum du jour et dans cette harmonie qui met le cœur et l'œil contents.
Son épouse, Christiane Fabre, est habilitée à expertiser et délivrer des certificats des œuvres de l'artiste. Elle s'attache à réaliser l'œuvre raisonné du peintre.

### Toiles et lithographies

#### Vieux Paris
- Quartier médiéval, lithographie 64 × 49 cm[10]
- Ballade sur les quais à Paris, 65 × 61 cm[11]
- Pont sur la seine, lithographie[12]
- Vue de la place de Furstenberg, 45 × 60 cm[13]

#### Intimisme
- La fenêtre de la maison fleurie, lithographie 53 × 43 cm[14]
- La chaise, lithographie 55 × 75 cm[15]
- Bouquet violet, huile sur toile 50 × 60 cm[16]
- Voilier sur la plage, huile sur toile 35 × 27 cm[17]
- Le chemin aux noisettes[18]
- Fontaine devant une maison lorraine, huile sur toile 33 × 41 cm[19]

#### Paysage lorrain
- La Garde. Liocourt, huile sur toile 28 × 36 cm[20]
- Le clocher, huile sur toile[21]
- Ferme lorraine, huile sur toile 30 × 60 cm[22]
- Vue de Nancy[23]
- Attigny, pont de la Saône[24]

#### Souvenir de voyage
- Strassenpartie in Cologny mit Blumenwagen, huile sur toile[25]
- Venise, huile sur toile 81 × 100 cm[26]
- Vue sur le Nil, huile sur toile 27 × 35 cm[27]

## Expositions

### Expositions personnelles
- M. J. C. de Saint-Cloud (52 tableaux), 1966.
- Galerie Saint-Placide, Paris, 1967.
- Galerie Cardo-Matignon, Paris, 1968.
- Paris d'Hier Seine de Toujours, Mairie du 1er Ar., Paris, 1969.
- En passant par ma Lorraine, Galerie André Weil, Paris, 1970.
- Hôtel de ville de Briey, 1971.
- Galerie Guérin, Versailles, 1971.
- Galerie Marbach, Mulhouse, 1973.
- Kobe, Japon, 1973.
- Musée de Sarrebourg, 1974.
- Luxembourg-Ville, 1974, 1997.
- Château des Rohan, Saverne, 1975, 1979.
- Orangerie des Jardins du Luxembourg, Paris, 1976, 1981.
- Crédit commercial de France, Épinal, 1976.
- Chapelles des Cordeliers, Sarrebourg, 1978.
- Galerie Laurens, Paris, 1979.
- Maison Franco-Allemande, Sarrebrück, 1980.
- Galerie Héré, Nancy, 1981.
- Galerie d'Hermance, Genève, 1982, 1985, 1992, 1998, 2000, 2001.
- Atelier de la Thébaïde, Le Vigan, 1982.
- Galerie du XVIème, Paris, 1983.
- Musée Claude Gellée, Chamagne, 1984, 1993.
- Galerie Tisserand, Vesoul, 1984.
- Tokyo, 1986.
- Musée de Plombières, 1986, 1989, 2001.
- Rétrospective de 20 ans de peinture, Conflans-en-Jarnisy, 1986.
- Galerie de la Cimaise, Aéroport de Nice-Côte d'Azur, 1987.
- Galerie Bijyutsu Sekaï, Tokyo, 1987.
- Auditorium de Monte-Carlo, 1988.
- Mas d'Artigny, Saint-Paul-de-Vence, 1989,1990.
- Chine du Sud, 1990.
- Exposition itinérante par Art Yomiuri,Japon, 1991.
- Ambassade de France, Washington, 1991.
- Exposition inaugurale de la Maison du Peintre à Repaix en 1993, puis exposition régulière entre 1993 et 2021 avec des thèmes différents : Lorraine, Paris, Province, Voyage.
- Maison du Vietnam, Paris, 1994.
- Château d'Haroué, 1994, 1998, 2000, 2004, 2005.
- Galerie Lancry, Paris, 1995.
- Tour de la Liberté, Saint-Dié-des-Vosges, 1995.
- Maison de la Lorraine, Paris, 1997, 1998.
- Galerie des Beaux-Arts, Cannes, 1998.
- Musée historique de Kaysersberg, 1998.
- Centre Culturel du château de Vaumarcus, Suisse, 1999.
- Centre d'action culturelle de Forbach, 1999.
- Galerie Motte, Honfleur, 1999.
- Galerie Le Fleuron, Honfleur, 2000, 2001.
- Galerie Saint-Roch, Paris, 2004-2005.
- Galerie Mona Lisa, Paris, 2006.

### Expositions collectives
- Salon des indépendants, 1966.
- Exposition de groupe, Galerie San Marco, Rome, 1966.
- Salon des artistes français, Paris, 1967.
- Salon de Vélizy-Villacoublay, invité d'honneur, 1967.
- Salon d'Automne, Paris, 1971.
- Salon Comparaisons, Grand Palais, Paris, 1971.
- Exposition de groupe, Lancel, Place de l'Opéra, Paris, 1971.
- Salon de la Marine, Paris, 1972.
- Exposition de groupe, Palais des congrès, Vittel, 1973.
- Exposition de groupe, Londres, 1974.
- Salon d'Automne, Varsovie, 1974.
- Musée Pouchkine, Moscou, sélection de peintres français, 1975.
- Musée de l'Ermitage, Léningrad, sélection de peintres français, 1975.
- Salon de la Société nationale des beaux-arts, Paris, 1978, 1980, 2000.
- Versailles, "Crochet X", invité, 1983.
- Ville de Bar-le-Duc, invité, 1983.
- Ville de Bergheim, RFA, invité 1984.
- Centre International d'Etudes Romanes, Tournus, invité, 1985.
- Lions Club de Sceaux, invité d'honneur, 1986.
- Peintres du spectacle, Chartres, invité, 1996.
- Culture sans frontière, Deauville, 1996.
- Fête de la Lorraine, Conflans-en-Jarnisy, invité d'honneur, 1998.
- Patrimoine culturel du Lions Clubs, Courbevoie, invité, 2001.
- Peintres du spectacle, Palais des congrès, Vittel, invité, 2002.
- Patrimoine culturel, Tours, invité, 2003.

## Musées et collections publiques
- Ville de Paris, achat en 1969.
- Musée Lorrain de Nancy, tableau en hommage à Jean Scherbeck, 1979.
- Centre d'interprétation Paul-Gauguin, Le Carbet Martinique, 1987.
- Espace Musée Gilles Fabre, Conflans-en-Jarnisy, 30 tableaux du peintre, 2003[28].
- Préfecture de Meurthe-et-Moselle, achat de 2 toiles dont Étang au crépuscule[29].

## Prix et distinctions honorifiques
- Grand Prix du Conseil général de la Seine, 1967.
- 1er Grand Prix du Conseil général de Seine-et-Oise, 1967.
- Prix du Conseil municipal de Paris, 1967.
- Grand Prix du Président de la République, 1969, 1974.
- Sélection du Prix de la Critique, 1969.
- 1er Prix des Amis des Arts de la Société historique d'Auteuil et de Passy,1969.
- Grand Prix des Provinces Françaises au salon de Vichy, 1969.
- Médaille commémorative de Jérusalem, 1970.
- Médaille d'argent des Artistes Français, 1970.
- Chevalier du Mérite Culturel et Artistique, 1971.
- Grand Prix des Pyrénées-Atlantiques, 1971.
- Médaille d'argent Arts-Sciences-Lettres, 1971.
- Grand Prix du Public à l'exposition d'Abidjan, 1973.
- Chevalier de l'ordre des Arts et des Lettres, 1973.
- Chevalier de l'ordre national du Mérite, 1975.
- Médaille d'or de la ville de Saverne, 1979.
- 1er Prix de paysage au Grand Prix des Cévennes, 1980.
- Membre de l'Académie de Stanislas associé 1987, titulaire 1993, secrétaire 1995, président 1999.
- Citoyen d'honneur de la ville de Tucquegnieux, 1987.
- Médaille de la ville de Pont-Audemer, 1987.
- Citoyen d'honneur de la commune de Repaix, 1889.
- Officier de l'ordre des Arts et des Lettres, 1990.
- Membre du comité de coordination des Provinces de la Société des Artistes français, 1991.
- Citoyen d'honneur de la ville de Conflans-en-Jarnisy, 1994.
- Médaille d'or de la ville de Nancy, 1996.
- Citoyen d'honneur de la ville de Briey, 1997.
- Membre correspondant de l'Académie nationale de Metz, 2000[30],[31].
- Sociétaire de la Nationale des Beaux Arts, 2000.
- Élu à l'Académie internationale de Florence, Italie, 2003.

## Réception critique
(juin 2025).